# Close Case : Affaires closes
Close Case : Affaires closes (A Touch of Cloth) est une série télévisée britannique en six épisodes de 45 minutes créée par Charlie Brooker et Boris Starling, diffusée du 26 août 2012 au 10 août 2014 sur Sky1.
Le titre original constitue un jeu de mots avec une autre série britannique connue, A Touch of Frost, ainsi qu'avec l'expression britannique « to touch cloth » (« faire dans sa culotte »). Le titre français parodie Cold Case : Affaires classées.
En France, elle a été diffusée à partir du 28 novembre 2014 sur France 4. Elle reste inédite dans les autres pays francophones.

## Synopsis
Sur un ton humoristique et parodique, la série raconte les enquêtes du héros, Jack Close, qui doit résoudre des affaires criminelles au Royaume-Uni. Ce détective, en proie à de nombreux problèmes personnels, dont la mort de son épouse tuée par son chef, le commissaire Boss, fait équipe avec Anne Vieilhomme. Celle-ci est bisexuelle (« bi-active ») et, au début de la série, vit en couple avec une femme. Par la suite elle tombera amoureuse de son collègue Close, qui ne semble pas amoureux d'elle.
La série contient de nombreuses évocations explicites des relations sexuelles entre hommes et femmes (coït, fellation, cunnilingus, sexualité de groupe, prostitution, perversions, etc.), mais aussi de l'homosexualité masculine ou féminine.
L'humour peut porter sur les situations des personnages, sur les événements qui surviennent, sur les noms de famille mais aussi sur le comportement inadapté des héros face à certains dangers ou le fait que des personnages s'adressent aux téléspectateurs ou évoquent la série (« vous l'ignorez parce que la scène a été coupée » ; « il faut se dépêcher car on arrive à la moitié de l'épisode »).

## Fiche technique
- Réalisation : Jim O'Hanlon
- Scénario : Charlie Brooker, Ben Caudell, Daniel Maier (en), Jason Hazeley et Joel Morris (en)
- Producteurs : Mat Chaplin, Adam Tandy
- Musique : Dru Masters (en) et Samuel Sim (en)
- Direction de la photographie : Len Gowing et Balazs Bolygo
- Montage : Colin Fair et Rhys Barter
- Société de production : Zeppotron
- Langue : anglais
- Pays de production : Royaume-Uni
- Durée : 60 minutes
- Format : couleur
- Genre : Comédie dramatique, parodie, comédie noire
- Dates de sortie :
  - Royaume-Uni : 26 août 2012
  - Hongrie : 6 octobre 2012

## Distribution
- John Hannah (VF : Georges Caudron) : Jack et Terry Close
- Suranne Jones (VF : Louise Lemoine Torrès) : Anne Vieilhomme (Anne Oldman en VO)
- Julian Rhind-Tutt (VF : Cyrille Artaux) : Tom Boss
- Navin Chowdhry (en) (VF : Glen Hervé) : Fissa Qureshi (Asap Qureshi en VO)
- Adrian Bower (en) : Dez Leduvet (Des Hairihan en VO)
- Daisy Beaumont (VF : Pascale Chemin) : le Dr Natasha Sachet
- Todd Carty (en) : lui-même (saisons 1 et 2)
- Karen Gillan : Kerry Sang-Neuf (Kerry Newblood en VO) (saison 3)

## Épisodes
1. Close Confidentiel (The First Case: Part One & Two) (2012)
2. Close Perdu (Undercover Cloth: Part One & Two) (2013)
3. Close Double Dose (Too Cloth for Comfort: Part One & Two) (2014)